# جمیسن (آلاباما)
جمیسن (به انگلیسی: Jemison) شهری در شهرستان چیلتون ایالت آلاباما است که مساحت آن ۲۹٫۱۷ کیلومتر مربع است و در سرشماری سال ۲۰۱۰ میلادی، ۲٬۵۸۵ نفر جمعیت داشته و تراکم جمعیتی آن، ۸۸٫۶۲ نفر در هر کیلومتر مربع بوده است.

## موقعیت جغرافیایی
موقعیت جغرافیایی شهرها و مناطق اطراف به شرح زیر است: